# Köcherwurm
Der Köcherwurm oder Gewöhnliche Köcherwurm (Lagis koreni, Synonym Pectinaria koreni) ist ein sessiler, in einer Wohnröhre als Filtrierer lebender Vielborster (Polychaeta), der im östlichen Atlantischen Ozean zu finden ist.

## Merkmale
Der Köcherwurm hat einen kurzen, kegelförmigen, nach hinten immer schmaler werdenden Körper, der eine Länge von etwa 5 cm erreichen kann. Wie andere Kammwürmer hat er eine feste Anzahl von 22 Segmenten, von denen aber die hinteren zu einer End-Skaphe, einer schüsselförmigen, seitlich mit stachelartigen Borsten besetzten Struktur, verschmolzen sind. Von den 15 borstentragenden Segmenten bilden 3 den Thorax und 12 das Abdomen.
Die beiden Palpen oder Tentakel sind kurz und haben eine Wimpernrinne. Die Tentakelmembran ist breit und bei großen Individuen gefaltet, meist mit 15 bis 20 Einkerbungen. Der Rand des Rückens ist glatt. Am ersten Segment sitzen jederseits auf den Notopodien jeweils 8 bis 17 lange und spitze Paleae. Am 2. und 3. Segment sitzt jeweils ein Paar lateraler Cirren. Das 4. und 5. Segment haben jeweils ein Paar seitlicher, blattförmiger Kiemen. An 15 Segmenten, beginnend mit dem 6. Segment, befinden sich dorsale Borsten. An 12 Segmenten, beginnend mit dem 9. Segment, sitzen ventral Hakenborsten. An der Basis der End-Skaphe sind seitlich 3 bis 7 kräftige und distal gekrümmte Stacheln tief eingebettet. An den Notopodien gibt es zwei Typen von Borsten: zum einen gerade, glatte und zum anderen subdistal gebeugte, gezähnte. An den Neuropodien sitzen kammartige Haken mit 3 bis 4 vertikalen Reihen von je 6 bis 8 Zähnen. Auf der End-Skaphe sitzen 3 Paar keulenförmige Papillen. Am Pygidium sitzen eine dünne, mäßig lange, breit gerundete Analzunge mit einer fein gesägten Kante sowie ein winziger Cirrus.
Das Tier ist farblos bis rosafarben, die Kiemen rot.

## Wohnröhre

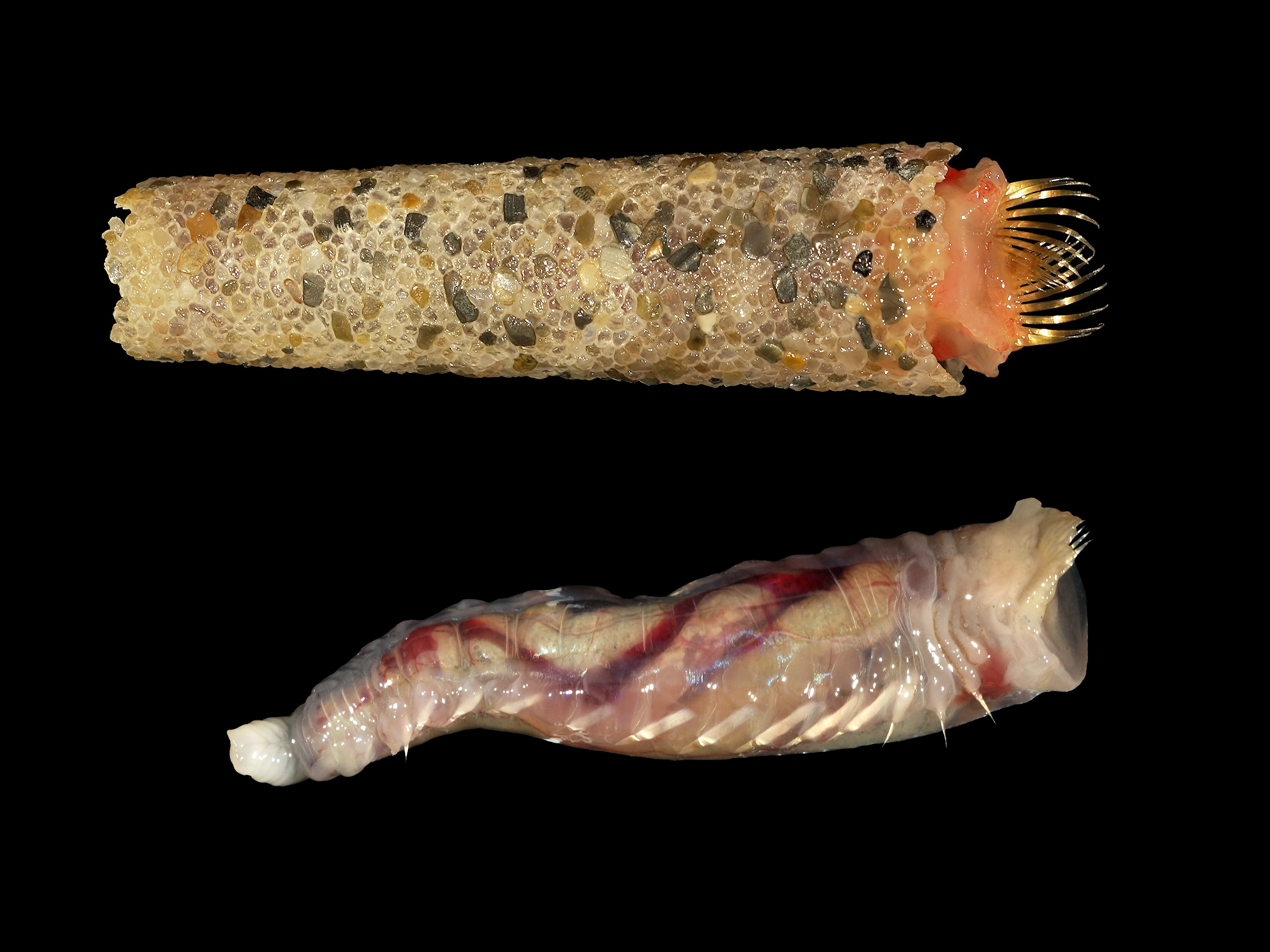
Köcherwurm mit und ohne Wohnröhre

Der Köcherwurm hat eine für die Kammwürmer charakteristische kegelförmige, leicht gerade, bis zu 8 cm lange, an eine Eistüten erinnernde, aber an beiden Enden offene Wohnröhre, die er mit körpereigenem Schleim aus Sandkörnern zusammenzementiert. Das breitere Ende mit dem Kopf ist im Sediment nach unten gerichtet.

## Verbreitung, Lebensraum und Lebensweise
Pectinaria koreni ist im östlichen Atlantischen Ozean von der Barentssee bis nach Angola, im Mittelmeer, Schwarzen Meer, an den Küsten Islands, der Färöer, in der Nordsee, dem Skagerrak und Kattegat, dem Öresund, dem Großen und Kleinen Belt, der Kieler Bucht und bis Warnemünde verbreitet.
Der Polychaet lebt mit seiner Wohnröhre vergraben in der Gezeitenzone und bis in Meerestiefen von 500 m in verschiedenen Sedimentböden von Schlamm und Schlick bis hin zu grobem Sand, vorzugsweise in gemischten Sedimenten aus Schlamm und feinem Sand in moderaten Tiefen.
Mit seinen goldfarbenen Paleae gräbt er sich ins Substrat, während er mit seinen Palpen die Substratpartikel aufsammelt und durch Wimperntätigkeit zum Mund transportiert. Dabei werden auch Einzeller und Kleintiere wie Kammerlinge, Wimpertierchen, Fadenwürmer und Ruderfußkrebse aufgenommen. Die organischen Bestandteile des verschluckten Substrats – Detritus, Kleintiere und Mikroorganismen – werden verdaut, während die mineralischen Bestandteile als Pseudofaeces ausgeschieden und über das kleine Loch an der Spitze der Wohnröhre auf der Oberfläche des Meeresgrunds abgelagert werden.

## Entwicklungszyklus
Der Köcherwurm ist getrenntgeschlechtlich und wird etwa ein Jahr alt. Die Paarungszeit ist im Frühling und Sommer, und danach sterben die Sexpartner. Beide Geschlechter entlassen ihre Gameten ins freie Meerwasser, wo die Befruchtung stattfindet. Aus den Zygoten entwickeln sich frei schwimmende Larven, die mehrere Wochen als Zooplankton leben und als reife, aber noch schwimmende Larven beginnen, aus Schleim eine Wohnröhre zu bauen, ehe sie niedersinken und zu kriechenden Würmern metamorphosieren. Im Sediment beginnen sie nun, für ihre kegelförmige Wohnröhre Sandkörner zusammenzuzementieren, und wachsen rasch heran – unterbrochen durch eine Ruhezeit im Winter.